# Фессалия
Фесса́лия (греч. Θεσσαλία) — исторический регион на северо-востоке Греции на побережье Эгейского моря. Северная Греция разделена горным хребтом Пинд, который идёт с севера на юг, на восточную и западную части. Фессалия занимает наиболее крупные и плодородные долины восточной части, расположенные вдоль реки Пиньос и её притоков. На Запад от Фессалии, за горами Пинд расположен регион Эпир. С севера естественной границей Фессалии служит гора Олимп, которую древние греки считали обителью богов. К северу от Фессалии, за Олимпом — Македония. С юга Фессалия ограничена горами Отрис, за которыми находились множество земель и государств Центральной Греции. С востока Фессалия омывается водами Эгейского моря и его заливов, но выходы к морю ограничены горами Олимп и Оса на севере и Пелион на юге.
Расположение Фессалии на морских путях далеко не самое выгодное, и её жители не отличились в мореплавании. Но земли Фессалии являются одними из лучших в Греции для занятий земледелием и животноводством. По своему положению Фессалия — крайний форпост Греции со стороны европейского континента и столбовая дорога для различного рода вторжений. В состав Фессалии входили области: Гестиотида, Пеласгиотида, Фессалиотида, Фтиотида. В отдельные моменты истории к ней относились и сопредельные области: Магнисия — на юго-востоке, Долопия — на юго-западе, Эта и Мелида на юге.

## История и мифы

### Неолит
На территории Фессалии известны памятники неолита, относящиеся к 6—3 тысячелетию до н. э. Археологических памятников более древних эпох на территории Греции не известно. Фессалия и Крит — два основных очага неолитической культуры в Греции, создавшие основу для эгейской культуры эпохи бронзы. Создателями этой культуры были земледельцы-общинники, использовавшие каменные полированные орудия труда и те преимущества, которые давала эта территория для занятий земледелием. В 4 тысячелетии до н. э. сформировалась развитая археологическая культура Сескло. Сохранились остатки круглых в плане домов и самых старых домов типа мегарон. Керамические сосуды различной формы изготавливались от руки, но полировались, окрашивались в разные цвета, либо покрывались геометрическим орнаментом. К концу 4 — началу 3 тысячелетия до н. э. относятся памятники культуры Димини. От предыдущей культуры их отличало укрепление поселений концентрическими стенами и появление домов с абсидальным завершением. В орнаменте керамических сосудов развитие идёт в сторону меандра и спиралей. С начала 3 тысячелетия до н. э. всё большее значение приобретает торговля. Интенсивное развитие идёт в районах благоприятствующих мореплаванию. Фессалия не имела таких возможностей, поэтому в её развитии наблюдается застой. После 2500 года до н. э. здесь впервые на Балканах появились пришельцы, говорящие на одном из диалектов греческого языка.

### Мифологическая история
Фессалия считалась прародиной эолийских племен. В соответствии с греческой мифологией Девкалион, сын титана Прометея и, следовательно, один из первых людей, порождённых бессмертными, спасся при всемирном потопе благодаря своему благочестию. Его сын Эллин был родоначальником всех греков, а сын Эллина и внук Девкалиона Эол воцарился в том районе, который позднее назывался Фессалией, и назвал живущих там эолийцами. 

«Женившись на Энарете, дочери Деимаха, он произвел на свет семерых сыновей — Кретея, Сизифа, Афаманта, Салмонея, Деиона, Магнета, Периера и пять дочерей — Канаку, Алкиону, Пейсидику, Калику, Перимеду».— Аполлодор, Мифологическая библиотека, I 7, 3.
Из детей Эола Кретей последовал отцу и основал город Иолк, расположенный на юго-востоке Фессалии между горой Пелион и Пагасийским заливом. Остальные дети отправились в другие края, что, возможно, отражает переселения племен и народов из Фессалии. Сисиф основал Коринф, который тогда назывался Эфирой. Афамант царствовал в Беотии, Деион — в Фокиде. Салмоней вначале жил в Фессалии, позднее основал в Элиде город Салмону. Периер овладел Месинией. Магнет жил на острове Серифе. Внук Эола, Эндимион, сын Калики и Аэфлия заселил Элиду, приведя эолийцев из Фессалии.
Кретей взял на воспитание племянницу, дочь Салмонея, Тиро и позднее женился на ней, имея от неё сыновей Эсона (отца Ясона), Амифаона и Ферета, основателя фессалийского города Феры. Тиро также тайно родила от Посейдона близнецов Пелия и Нелея, которых воспитал пастух. Миф, таким образом, называет главным центром Фессалии Иолк, это косвенно подтверждается археологическими данными, по которым в Иолке был крупный центр эгейской культуры эпохи бронзы. Хотя миф называет Эола и Кретея царями Фессалии, их власть скорее ограничивалась одним городом, возможно, самым развитым.
Пелий сверг законного наследника престола Эсона и содержал его как узника во дворце. Когда жена Эсона родила сына Ясона, его удалось тайно переправить к кентавру Хирону на гору Пелион, который и вырастил ребёнка не только отличным бойцом, но и обучив многим искусствам, например, врачеванию.
Когда Ясон вырос, он потребовал вернуть ему власть. Стремясь избавиться от него, Пелий обещал вернуть власть добровольно, если Ясон привезёт золотое руно из Колхиды. История плавания аргонавтов за золотым руном и последующие приключения Ясона и Медеи были одними из центральных сюжетов всей греческой культуры. Во время плавания Ясона Пелий расправился с его отцом Эсоном, матерью и малолетним братом. По возвращении Медее удалось обманом убить Пелия. Но Ясон и Медея вынуждены были покинуть Иолк, власть в котором досталась Акасту, сыну Пелия.
Сын Зевса Мирмидон — эпоним жившего в Фессалии, точнее во Фтии, ахейского племени мирмидонов (мирмидонян). Он был женат на дочери Эола Пейсидике и был царём Фтии. Власть над Фтией унаследовал его сын Актор, а затем и внук Эвритион. У него во Фтии нашёл убежище Пелей, бежавший с острова Эгина после убийства своего брата Фока. Эвритион очистил его от скверны убийства и женил на своей дочери Антигоне, дав в приданое треть царства. Во время Калидонской охоты Пелей нечаянно убил Эвритиона и вновь бежал — на этот раз в Иолк, где был принят Акастом, соратником Пелея по походу аргонавтов, и вновь очищен от убийства. В Иолке в Пелея влюбилась жена Акаста, Астидамия. Когда Пелей отверг её, она смогла оклеветать Пелея. В результате жена Пелея Антигона повесилась, а Акаст задумал его убийство, но не решился сделать это явно и бросил спящего Пелея без оружия в местности, полной свирепых кентавров — на Пелионе. Но мудрый кентавр Хирон спас Пелея. Позднее Пелей воцарился во Фтии, вместе с Ясоном и Диоскурами разгромил Иолк, женился на богине Фетиде и родил с ней героя троянской войны Ахилла (Ахиллеса). Свадьба Пелея с Фетидой проходила на горе Пелион с участием олимпийских богов.
Фессальская область Фтия в греческой мифологии рассматривалась как владения легендарного героя Илиады Ахиллеса. В Илиаде при перечислении союзных греческих отрядов, отправившихся на Трою, Фессалия не упоминается, вместо неё перечисляются отдельные отряды и города, территориально принадлежащие Фессалии или соседним областям, видимо в это время представление о Фессалии как единой территории ещё отсутствовало.

### Фессалия в поэмеГомера«Илиада»
Некоторое представление о Фессалии до прихода туда фессалов можно составить по списку греческих военных отрядов, приведённых во второй песне «Илиады». Конечно, поэма была записана намного позднее описываемых событий, время и фактические ошибки автора могли наложить свой отпечаток. Определённую путаницу вносит и то, что в Древней Греции многие географические названия повторялись неоднократно.
Ахиллес возглавлял племена мирмидонов, ахеян и эллинов. Название «эллины» тогда относилось к конкретному племени.

Ныне исчислю мужей, в пеласгическом Аргосе живших,
Алое кругом населявших, и Алоп удел, и Трахину,
Холмную Фтию, Элладу, славную жен красотою,
Всех — мирмидонов, ахеян и эллинов имя носящих;
Сих пятьдесят кораблей предводил Ахиллес знаменитый.— Ст. 681—685.
Трахина расположена южнее Фессалии в Малиде, название Алоп носили два близко расположенных города — на северном и южном берегу Малиейского залива. Какой из них имеется в виду, понять невозможно. «Холмная Фтия» может следует понимать как отличие от равнинной, отряды из которой возглавлял Протесилай.
Отряд с Западного берега Пагассийского залива, с восточной части территории, которая позднее называлась Фтией возглавлял легендарный Протесилай, сын Ификла и внук Филака, эпонима Филаки, одного из наиболее крупных городов Фессалии в историческую эпоху. Протесилай был первым греком, убитым под стенами Трои.

В Филаке живших мужей, населявших Пираз цветущий,
Область Деметры любимую, матерь овец Итонею,
Травами тучный Птелей и Антрон, омываемый морем, -
Сих ополчения Протесилай предводил браноносный
В жизни своей; но его уже чёрная держит могила.
В Филаке он и супругу, с душою растерзанной, бросил,
Бросил и дом полуконченный: пал, пораженный дарданцем,
Первый от всех аргивян с корабля соскочивший на берег.
Рать не была без вождя, но по нем воздыхали дружины;
Их же к сражениям строил Подаркес, Ареева отрасль,
Сын Филакида Ификла, владетеля стад среброрунных,
Брат однокровный героя, бесстрашного Протесилая,
Но летами юнейший; и старше его и сильнее
Протесилай воинственный был; потерявши героя,
Рать не нуждалась в вожде, но о нём воздыхали, о храбром;
Сорок за ним кораблей, под дружиной, примчалося черных.— Ст. 695—710.
Гомер упоминает города Филаку и Итонею (Итону), находившиеся в глубине материка и города Птелей и Антрон, находившиеся на берегу моря. Птелей в устье Пагасийского залива, а Антрон на берегу пролива, отделявшем северную оконечность острова Эвбея.
Отряд из мест, расположенных вокруг горы Пелион и Бебеидского озера, расположенного к северу от неё, возглавлял Эвмел, сын Адмета.

В Ферах живущих и вкруг при Бебеидском озере светлом,
Беб населявших, Глафиры и град Ияолк предводил же Эвмел их,
Сын Адмета любимый, который рожден им с Алкестой,
Дивной женою, прекраснейшей всех из Пелиевых дщерей.— Ст. 711—715.
Гомер называет города известные в историческую эпоху и лежащие на границе Фтии и Магнесии. Феры расположены западнее Пелиона, Глафира на северных склонах Пелиона на южном берегу озера, Беб — на северном берегу озера, Иолк на южных склонах недалеко от Пагасийского залива.
Следующий отряд состоял из жителей городов, довольно-таки далеко разбросанных по Эгейскому побережью Магнесии.

Живших в Мефоне, и окрест Фавмакии нивы пахавших,
Чад Мелибеи, и живших в полях Олизона суровых,-
Сих племена Филоктет предводитель, стрелец превосходный,
Вел на семи кораблях; пятьдесят воссидело на каждом
Сильных гребцов и стрелами искусных жестоко сражаться.— Ст. 716—720.
Два города расположены на полуострове Магнесия, то есть южнее Пелиона и Бебейского озера: на южной оконечности полуострова — Олизон, отделенный узким проливом от северного края острова Эвбея, Мефона расположена несколько севернее на западном берегу полуострова, значит на восточном берегу Пагасийского залива. Но Мелибея расположена значительно севернее Бебейского озера на восточных склонах горы Осса. Таким образом, можно предположить, что их жители не имели общей компактной территории проживания и их присутствие в одном отряде объясняется другими причинами, скорее всего этническим родством.
Отряд с запада Фессалии возглавляли лекари Махаон и Подалирий, дети Асклепия, легендарного врачевателя, который после смерти был принят в сонм богов.

Триккой владевший народ, и Ифомой высокоутесной,
И обитавший в Эхалии, граде владыки Эврита,
Два извели воеводы, Асклепия мудрые чада,
Славные оба данаев врачи, Подалир и Махаон.
Тридцать за ними судов принеслися, красивые строем.— Ст. 729—733.
Трикка и Ифома — города в западной части Фессалии, в области позднее названной Гестиеей. Но Эврит — горный хребет в северной части Этолии, а Эхалия — город к северу от Эврита. Между Гестиеей и Этолией позднее лежала целая область Долопия. Поэтому тут также нет речи о единой территории и государстве.
В следующем фрагменте удалось найти только гору Титан, расположенную в центре Фессалии на стыке территорий, которые получили название Гестиеи, Фессалиотиды и Пеласгиотиды.

Живших в Ормении храбрых мужей, у ключа Гипереи,
В власти имевших Астерий и белые главы Титана,-
Сих предводил Эврипил, блистательный сын Эвемонов;
Сорок за ним кораблей, под дружиною, черных примчалось.— Ст. 734—737.
Отряд с северо-востока Фессалии, где располагались города Гиртона и Олооссон, возглавлял Полипет, сын Пирифоя, прославившегося в битвах с кентаврами.

В Аргиссе живших мужей и кругом населявших Гиртону,
Орфу, широкий Элон, белокаменный град Олооссон,-
Сих предводил Полипет, воеватель бесстрашнейший в битвах,
Ветвь Пирифоя, исшедшего в мир от бессмертного Зевса,
Сын, Пирифою рождённый женой Ипподамией славной,
В самый тот день, как герой покарал чудовищ косматых:
Сбил с Пелиона кентавров и гнал до народов эфиков.
Он предводил не один, но при нём Леонтей бранодушный,
Отрасль Ареева, чадо Кенея, Коронова сына.
Сорок за ними судов, под дружиной, примчалося черных.— Ст. 738—747.
Гуней возглавлял эниан и перребов. С перребами связана область в Эпире к востоку от Додоны и Север Фессалии, в верховьях реки Титаресий, крупный приток Пенея.

Но из Кифа Гуней с двадцатью и двумя кораблями
Плыл, предводя эниан и воинственных, сильных перребов,
Племя мужей, водворившихся окрест Додоны холодной,
Земли пахавших, по коим шумит Титаресий веселый,
Быстро в Пеней устремляющий пышно катящиесь воды,
Коих нигде не сливает с Пенеем сребристопучинным,
Но всплывает наверх и подобно елею струится:
Он из ужасного Стикса, из вод заклинаний исходит.— Ст. 747—755.
Племя Магнетов, позднее давшее название Магнесии, в это время, похоже, не имело компактного проживания. Пеней — главная река Фессалии, Пелион — одна из гор. Данное описание определяет слишком обширную территорию. Тем более странно, что в окрестностях Пелиона уже формировался отряд.

Профоой, сын Тендредонов, начальствовал ратью магнетов.
Окрест Пенея и вкруг Пелиона шумного лесом
Жили они; предводил их в сражение Профоой быстрый:
Сорок за ним кораблей, под дружиною, черных примчалось.— Ст. 756—759
Но вполне возможно, что в Фессалии были и союзники троянцев. У Гомера сказано:

Гиппофоой предводил племена копьеборных пеласгов,
Тех, что в Лариссе бугристой, по тучным полям обитали;
Гиппофоой предводил их и Пилей, Ареева отрасль,
Оба сыны пеласгийского Лефа, Тевталова сына.— Ст. 840—843.
В это время пеласги, изгоняемые греческими племенами поселялись в самых различных местах региона. Некоторые исследователи считают, что имеются в виду пеласги, жившие в Малой Азии. Но, возможно, имеются в виду именно пеласги из Фессалии, обитавшие в городе Лариссе, будущем центре фессалийской области Пеласгиотиды. У них были причины выступить против греков, которые захватывали их земли. В этом контексте становится понятным и сведения о том, что один из греческих вождей Антиф, сын Фессала и внук Геракла, после победы над Троей захватил землю пеласгов и назвал её по имени отца Фессалией. Это могла быть месть союзникам троянцев, а возможно и то, что в этих мифах так объяснялась справедливость захвата земель пеласгов.

### Исторический период
Древнейшие обитатели Фессалии — пеласги. Около 1240 года до н. э. фессалы, народ говорящий на одном из эолийских диалектов, переселился из Эпира на восток — в Фессалию. Мифологическая традиция предполагает существование Фессала — героя-эпонима, давшего имя этой стране. Однако относительно происхождения этого героя мифы расходятся: по одной версии он был сыном Ясона и Медеи, по другой — Гемона (и внуком Зевса), по третьей — сыном Геракла, а название стране дал не он сам, а его сын, завоевавший страну пеласгов после троянского похода. Фессалы, по-видимому, сначала занимали горные области, но в VIII—VII веках до н. э. спустились в долины, поработив или вытеснив местное население. При этом вместо мелких царств, упоминаемых в «Илиаде», возникло четыре округа — Фессалиотида, Гистиеотида, Пеласгиотида и Фтиотида. Прежние местные жители оказались либо в зависимом положении периэков, либо на положении пенестов (положение которых более соответствует положению крепостных, нежели рабов). Ещё одной категорией неполноправного населения были фессалойкеты. Фессалия была страной аристократического правления. Власть принадлежала крупным землевладельцам, на землях которых трудились бесправные пенесты. Плодородные земли позволяли иметь большие стада и хорошую конницу, которая была основной военной силой фессалийцев. Фессалия не представляла собой единого государства, но предводители отдельных городов избирали верховного вождя Фессалийского союза — тага. Обычно им пожизненно избирался властитель Лариссы из династии Алевадов. Важную роль в установлении единства играли общие религиозные празднества в святилище Афины Итонии близ города Фарсала. Фессалийская конница сыграла решающую роль в одном из первых крупных внутригреческих конфликтов (около 700 года до н. э.) на острове Эвбея, поспособствовав городу Халкиде одержать победу над городом Эретрия. Фессалийцы были одним из двенадцати греческих племён, входивших в Совет амфиктионов, обеспечивающий защиту Дельфийскому оракулу. Когда греческий город Кирра выступил против Оракула, разразилась Первая Священная война в защиту оракула, в ходе которой Кирра была уничтожена (591 год до н. э.). Ведущую роль в этой войне играли фессалийцы, возглавляемые правителем Лариссы Эврилохом из рода Алевадов, и диктатор Сикиона Клисфен. Это сильно подняло авторитет фессалийцев в греческих делах. Эврилох учредил Пифийские игры в Дельфах. Фессалийцы поддерживали афинского тирана Гиппия в его борьбе с демократами.
Около 514 года до н. э. греческий поэт Анакреонт с Теоса жил в Фарсале при дворе царя Эхекратида, примерно в те же годы поэт Симонид с Кеоса жил при царях династии Скопадов в Кранноне. Во время греко-персидских войн Фессалия выступала на стороне персов, что сильно повредило их авторитету.
Когда греки готовились к персидскому нашествию, фессалийцы были готовы примкнуть к ним при условии, что все греки будут защищать их землю. Греки и выдвинулись было на северные рубежи Фессалии, но не зная, по какому пути последуют персы, отступили к Фермопилам, оставив Фессалию без защиты. В этой ситуации у фессалийцев не было иного выхода, как признать власть персидского царя.
После персидских войн роль Фессалии в греческих делах падает. Тиран Фер Ясон к 372 году до н. э. смог объединить Фессалию, но в 370 году до н. э. был убит в результате аристократического заговора. В 369—358 годах до н. э. Фессалию объединил его преемник тиран Александр Ферский. К этому времени ещё известен тиран Диний, сын Телесиппа, правивший в Кронноне. В 353—352 годах до н. э. в ходе Третьей Священной войны фокидяне были разбиты и вытеснены из Фессалии в центральную Грецию, а Филипп II Македонский подчинил Фессалию. Окончательное подчинение Фессалии Филиппом произошло в 343 году до н. э., когда он ещё раз сменил там власть. После распада империи Александра Македонского Фессалия подчинялась Македонии. В 287 году до н. э. была захвачена Пирром, царём Эпира. В 197 году до н. э. на территории Фессалии произошла битва при Киноскефалах, в которой македонский царь Филипп V был разбит римлянами, и все греческие территории попали под римскую власть. В 148 году до н. э. завоёвана римлянами, в 27 году до н. э. включена в состав римской провинции Ахея.
После раздела Римской империи, как и вся Греция, входила в состав Византийской империи. С 1393 года завоёвана турками. После получения Грецией независимости в 1833 году в результате переговоров, которые вёл Александрос Кумундурос, лишь незначительная часть отошла к Греции, остальная присоединена по Константинопольской конвенции в 1881 году и образует номы Трикала, Лариса.

## Фессалия в настоящее время
В настоящее время Фессалия — крупный сельскохозяйственный район Греции. Крупнейшие города: Лариса, Волос и Трикала, возле которого находятся скальные православные монастыри Метеоры.

## В астрономии
В честь Фессалии назван астероид (1161) Фессалия, открытый 29 сентября 1929 года немецким астрономом Карлом Райнмутом в  Гейдельбергской обсерватории.